# Просно (Куявсько-Поморське воєводство)
Просно (пол. Prosno) — село в Польщі, у гміні Ходеч Влоцлавського повіту Куявсько-Поморського воєводства.
У 1975-1998 роках село належало до Влоцлавського воєводства.